# Die Tat des Anderen
Die Tat des Anderen ist ein deutscher Kriminalfilm aus dem Jahre 1951 von Helmut Weiss mit Hans Nielsen, Ilse Steppat und Rolf von Nauckhoff in den Hauptrollen. Die Geschichte basiert auf dem Roman „Die unheimliche Schachpartie“ von Paul van der Hurk.

## Handlung
Der Schriftsteller Monk ist in eine gefährliche Situation hineingeraten. Er hat einen im Kriminellenmilieu spielenden, exzellenten Sensationsroman verfasst, der derart pointiert ist und detailgetreue Inneneinsichten vermittelt, dass sich dadurch eine Geldfälscherbande in ihrem Treiben empfindlich gestört fühlt. Der Bandenchef will Monk deshalb schnellstmöglich aus dem Verkehr ziehen und wendet dabei eine teuflische Methode an: Er verübt einen Mord und versucht Mittels Hypnose an Monk diesen glauben zu machen, er selbst wäre der Täter, genannt „Der Unheimliche“.  
Tatsächlich verhält sich Monk fortan sehr auffällig, sodass bald auch die Polizei auf seine Spur kommt und den Verdacht hegt, der Autor könne etwas mit dem Gewaltverbrechen zu tun haben. Und man ist sich ebenfalls rasch sicher, dass Monk die Bluttat allenfalls unter Hypnose begangen haben könne. Ein mit Monk befreundeter Journalist sieht nur einen Weg, dessen Unschuld zu beweisen. Er bringt ihn in eine Nervenheilanstalt, wo man mittels Experimenten bald seine Unschuld feststellen kann. Mithilfe seiner Freundin kann die Polizei die Banknotenfälscherbande auffliegen lassen und den wahren Täter überführen.

## Produktionsnotizen
Die Tat des Anderen entstand 1950 in München (Innen- und Außenaufnahmen) und wurde am 18. Januar 1951 im Stuttgarter Metropol-Kino uraufgeführt. Am 8. Mai 1953 war Berliner Premiere. Der Film wurde in Österreich unter dem Titel Der Unheimliche gezeigt.
Kurt Hartmann übernahm die Produktionsleitung, Botho Höfer und Franz Bi gestalteten die Filmbauten.

## Kritik
Im Lexikon des Internationalen Films heißt es: „Überkonstruierter, aber dank ausgewogener Gestaltung und angemessener Besetzung ein spannender Kriminalfilm im Stil eines psychologischen Kammerspiels.“